# Giggs
Nathaniel Thompson, bättre känd professionellt som Giggs, född 11 maj 1983 i Peckham i London, är en brittisk rappare och låtskrivare. Han släppte sitt debutalbum Walk in da Park 2008 och året efter släpptes det andra albumet Let Em Ave It. I oktober 2013 släppte Giggs sitt tredje studioalbum When Will It Stop och 2016 kom det fjärde albumet Landlord som hamade på plats nummer 2 på UK Albums Chart. 2017 släppte han sin mixtape Wamp 2 Dem som debuterade som nummer 2. Hans senaste album Big Bad... släpptes 2019. Giggs är även frontman och grundaren till skivbolaget och rapkollektivet SN1 (Spare No 1) tillsammans med Gunna Dee, Joe Grind, Kyze och Tiny Boost.